# Trench

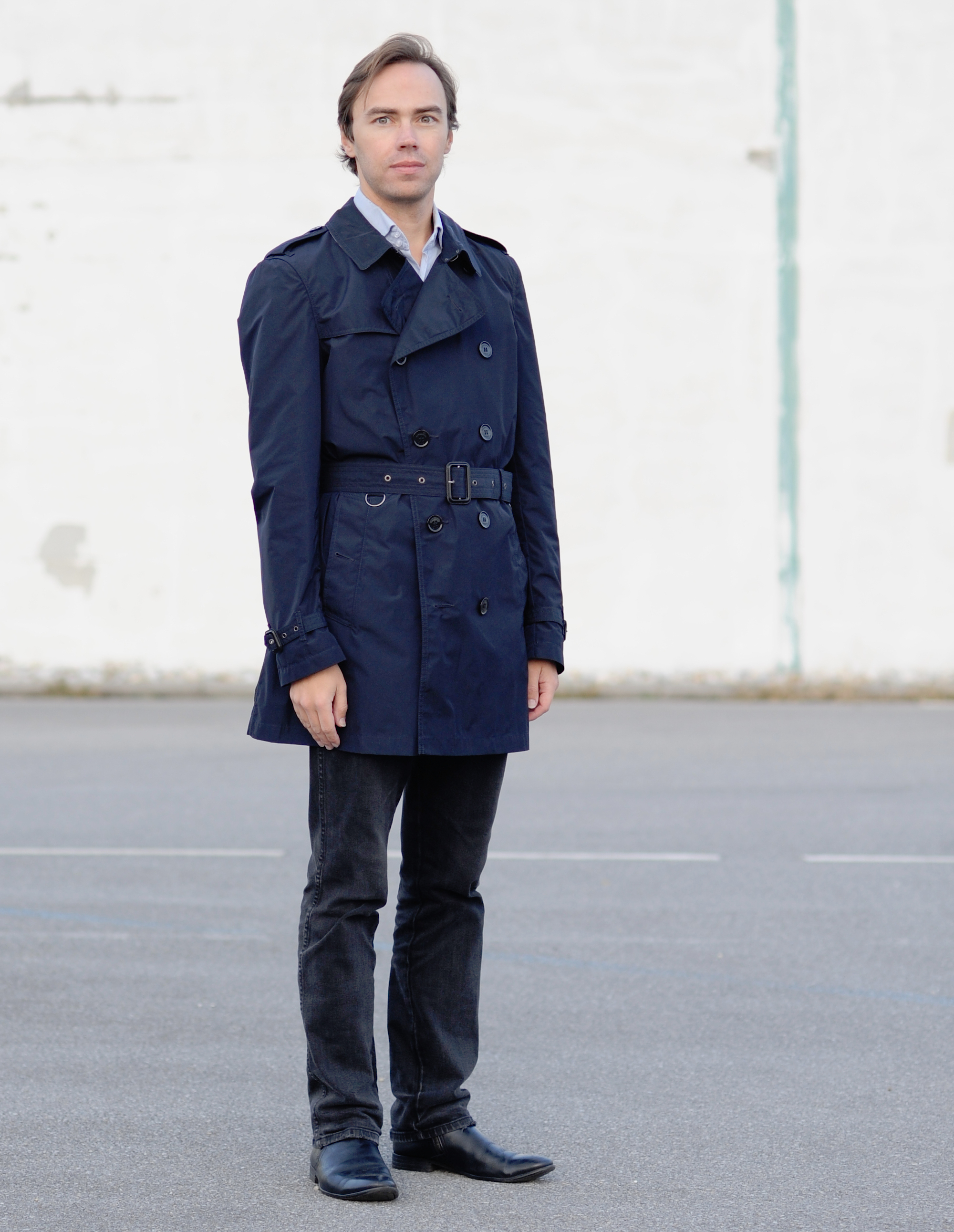
Uomo che indossa un trench

Il trench è un tipo di impermeabile, caposaldo intramontabile del guardaroba classico, maschile e femminile, da quasi un secolo.

## Storia

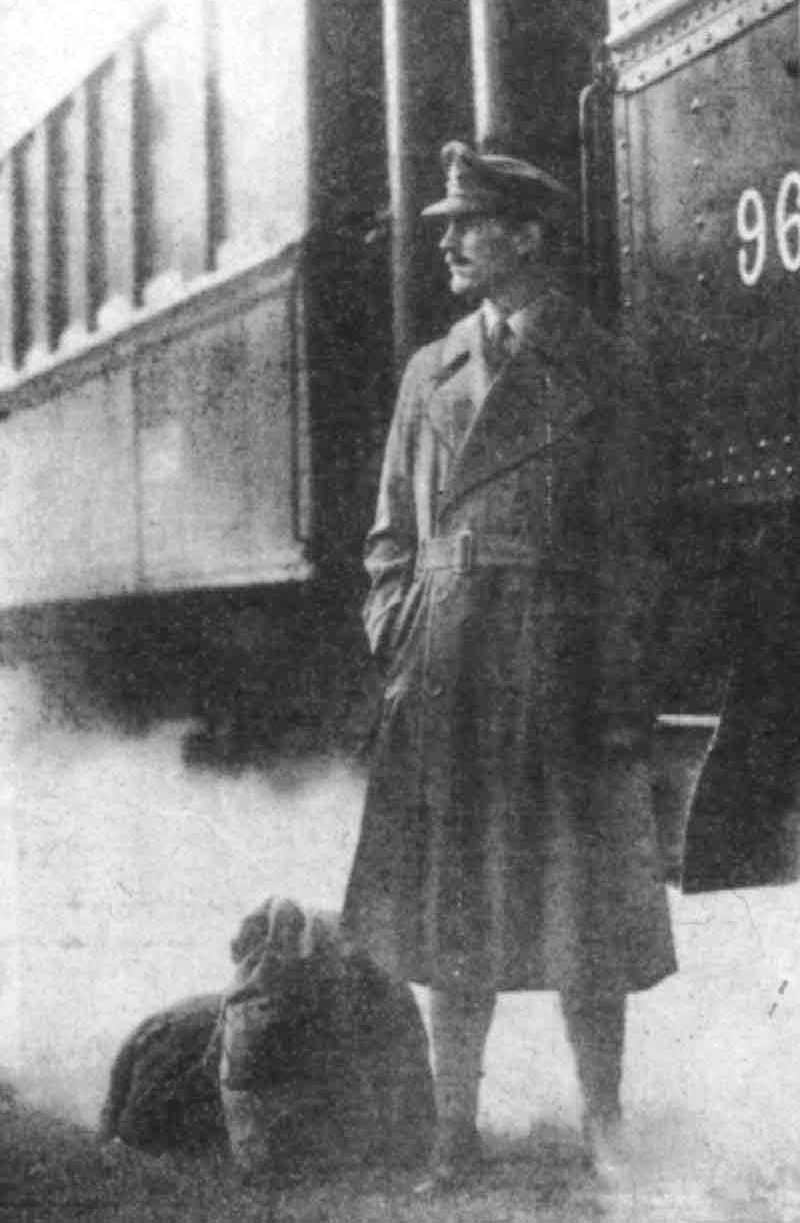
Ufficiale britannico con trench nella prima guerra mondiale

L'origine di questo indumento è datata piuttosto indietro nel tempo, esso deriva dal trench coat, ossia il cappotto militare d'ordinanza dei soldati che combattevano in trincea, la parola inglese trench coat infatti significa proprio "cappotto da trincea".
Quale sia stata la ditta che per prima ha prodotto il capo non è però completamente accertato, tutti i principali produttori, con marchi che esistono ancora oggi, reclamano la prima paternità del trench.
Il più antico di questi è senza dubbio Makintosh, adesso di proprietà giapponese, ha origine dalla ditta Charles Macintosh & Co. fondata a Manchester nel 1824, dopo che uno dei suoi fondatori Charles Macintosh inventò, nel 1823, un modo per impermeabilizzare i tessuti spalmandoli di un sottile strato di gomma; è un dato di fatto che la Macintosh fu tra le prime aziende di impermeabili, proprio per questo nei paesi anglofoni, l'impermeabile è chiamato anche "Mac", è altrettanto vero però, che la loro foggia era piuttosto diversa da quelle dell'attuale trench.
Dalla sua sartoria, fondata nel quartiere londinese di Mayfair nel 1851, John Emary mise a punto un tessuto impermeabile all'acqua, questo chiamato e brevettato Aquascutum, dal latino acqua e scudo, gli renderà possibile la costruzione di impermeabili che avranno un enorme successo, tanto da procurargli la commessa per la fornitura dei capi dati ai soldati impiegati nella guerra di Crimea e nelle guerre Boere. Nel 1895, la popolarità acquisita sarà tale da portare la società a mutare il nome del marchio in Aquascutum e a prendere una nuova sede in Regent Street, dal 1897, dopo aver fatto un impermeabile per Re Edoardo VII, si fregerà della Royal Warrant.
Aquascutum, a partire dal 1914, per vestire i soldati in partenza per la Grande Guerra, inizia a produrre il trench in modo pressoché uguale a quello che sarà il modello definitivo di cui stiamo trattando.
Allo stesso modo, nel medesimo periodo, per lo stesso fine, stava lavorando anche la ditta Burberrys.
Il suo fondatore Thomas Burberry, nel 1879, aveva inventato e brevettato con il nome di gabardine, un tessuto in cotone pesante che non permetteva all'acqua di entrare scivolando sopra le strette maglie tessute molto fini. Perciò, da circa quell'anno, con la sua ditta fondata nel 1856, un po' dopo rispetto ad Aquascutum che lo faceva già dal 1870, aveva iniziato la produzione dei suoi impermeabili su larga scala; anche questi furono usati nelle guerre boere e dal 1891 grazie al negozio aperto a Londra furono disponibili al pubblico. Il loro modello denominato Tielocken appare nel 1912 ed è veramente molto simile all'attuale trench coat.
Dopo la seconda guerra mondiale, dove fu usato da vari eserciti, continuò ad essere prodotto come proposta per l'abbigliamento civile, reso famoso da attori come Humphrey Bogart, Alain Delon e Peter Sellers nella saga de La Pantera Rosa, è ormai un classico dell'abbigliamento sia maschile che femminile.

## Caratteristiche

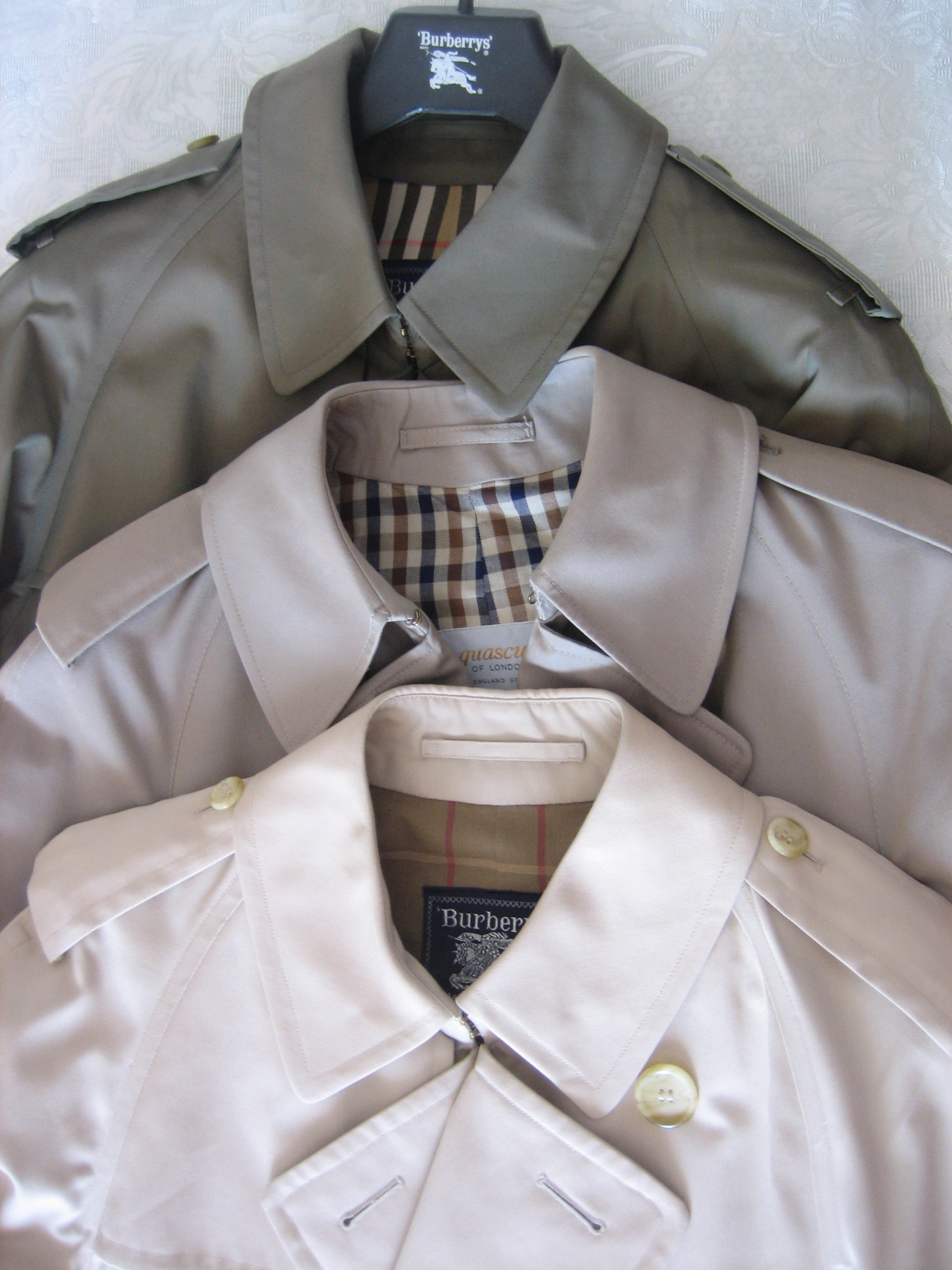
Spalline, gancetti metallici del colletto e diversi tipi di quadro delle fodere

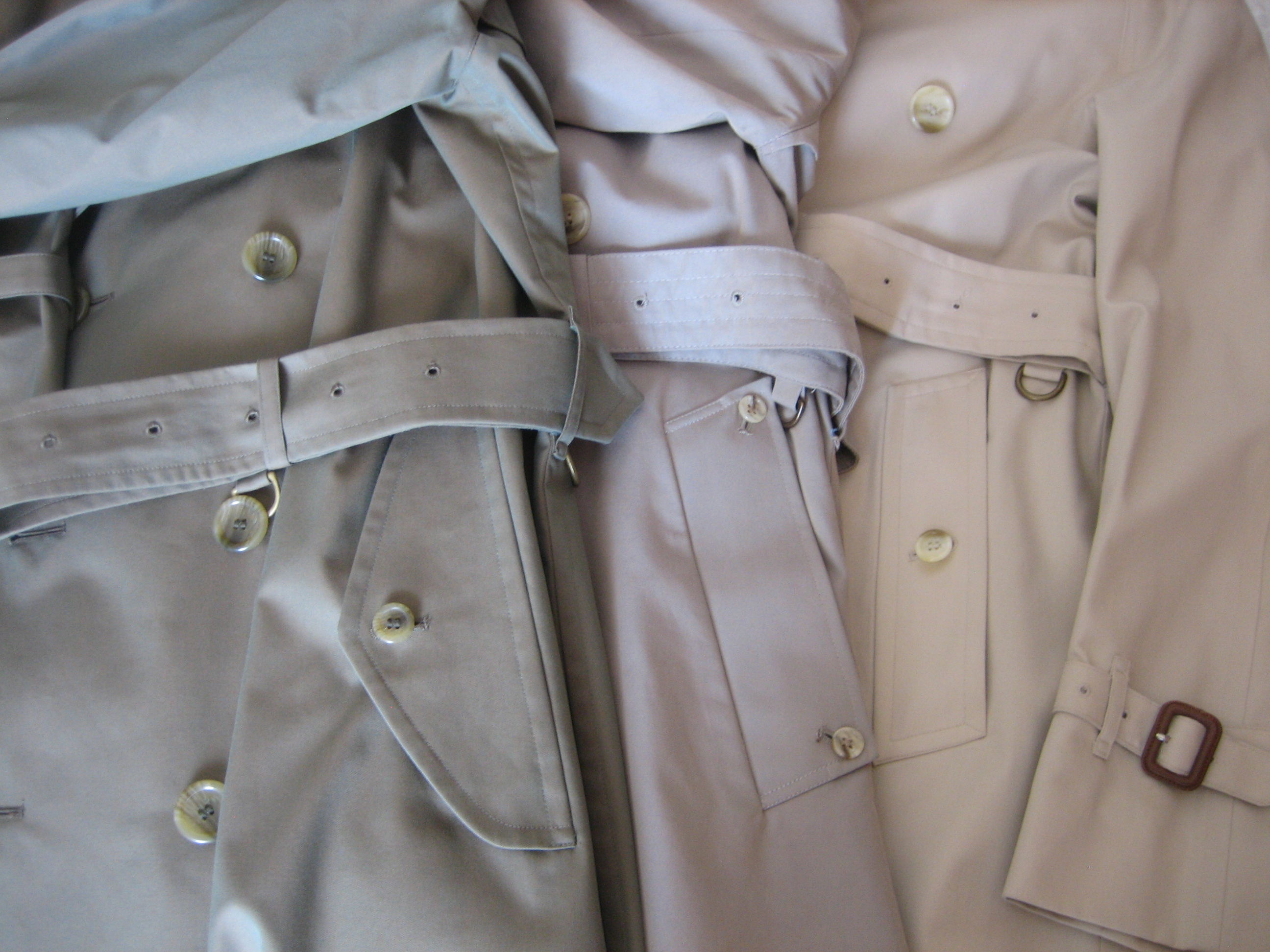
Tre tipi di tasche, anelli d'ottone della cintura e fibbia in cuoio

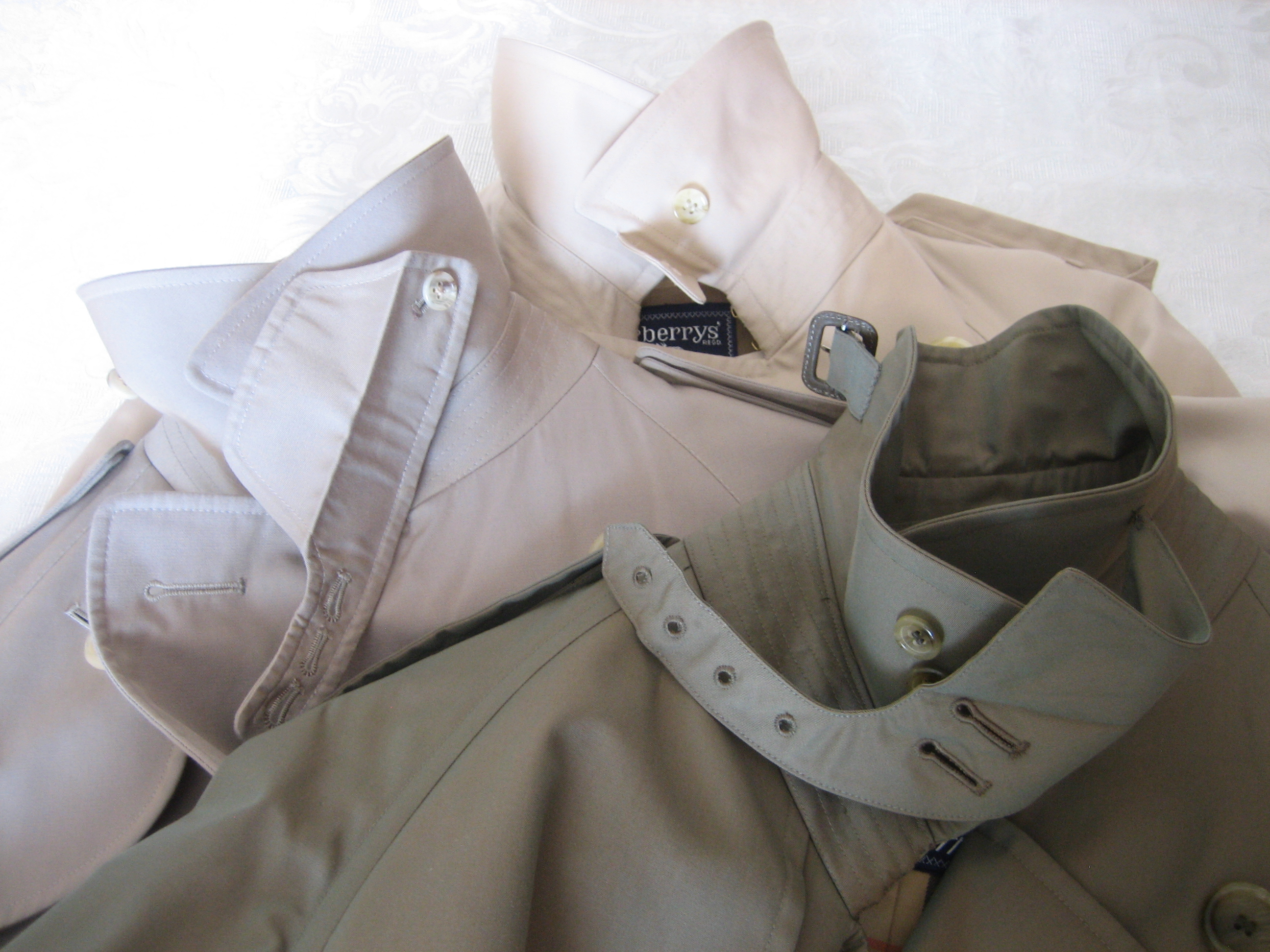
Sottogola pronti per chiudere bene il collo

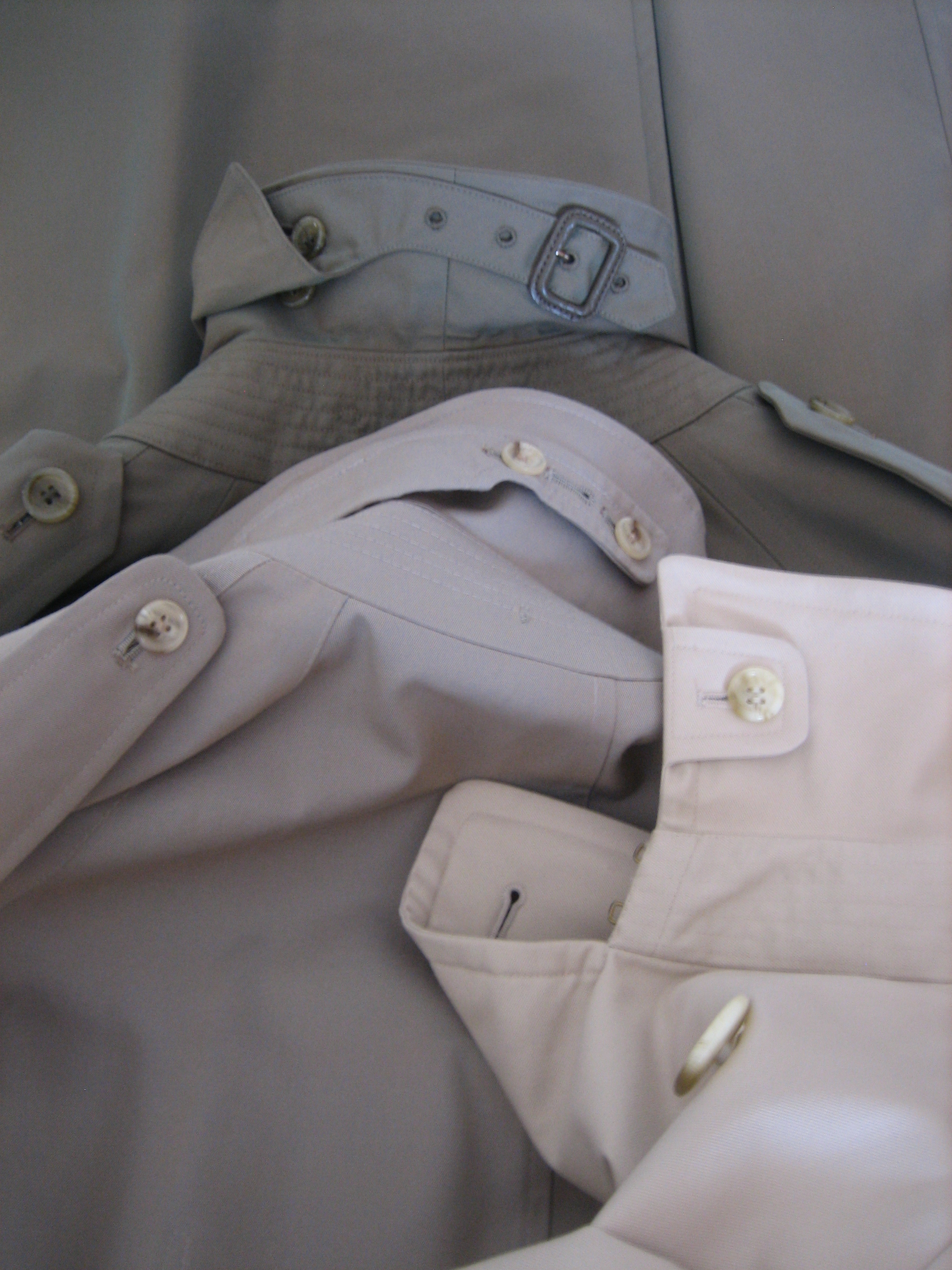
Sottogola ripiegati sotto al colletto

Anche se spesso il termine è usato impropriamente e in modo generico per tutti i tipi di impermeabile, può essere chiamato trench solo un capo che presenta specifici particolari, di seguito elencati, che lo distinguono dagli altri modelli.
- La manica raglan, ossia un tipo caratteristico di manica che si estende fino al collo dove è attaccata; é unita al corpetto con una cucitura che partendo appunto dal collo, all'altezza della clavicola, va fin sotto l'ascella proseguendo sul dietro, dove attraversa la scapola parallelamente alla cucitura anteriore, per arrivare nuovamente al collo circa una decina di centimetri dietro a dove era partita.
- Le spalline, intese non come imbottitura interna ma come le tipiche lingue di tessuto dei capi militari che partono dalla spalla e si abbottonano vicino al collo dando la possibilità di apporre le mostrine o il grado sull'indumento.
- Il profondo sormonto con l'abbottonatura a doppiopetto, che dà maggiore protezione contro il vento e le intemperie.
- Il sottogola, una striscia di tessuto che ripiegata e nascosta sotto il colletto quando è abbassato, permette di tenerlo ben chiuso quando lo si alza.
- La chiusura con gancetti e anelli metallici, che permettono di avvicinare bene il colletto fino in cima.
- La cintura caratterizzata da anelli di ottone, utili all'origine per agganciare degli accessori, retaggio del cinturone della divisa militare che serviva a portare la spada, la pistola e le giberne.
- Cinturini ai polsi che permettono di stringere saldamente il fondo della manica.
- Fibbie di cintura e cinturini ricoperte di cuoio, fori per l'ardiglione orlati con il filo.
- La piccola falda di tessuto sul pettorale (a destra nella versione maschile, a sinistra nella femminile) che viene erroneamente scambiata per un rinforzo su cui poggiava il calcio del fucile ma in realtà è un accorgimento che permette che l'acqua non possa entrare dall'alto nell'abbottonatura.
- Il piegone posteriore che consente un ampio passo.
- Le aperture sui fianchi per infilare le mani all'interno, permettono di accedere alle tasche dei pantaloni senza dover sbottonare o alzare il trench.
- Le tasche laterali oblique con bottoni.
- La fodera a quadri che una volta distingueva i reggimenti e in seguito i produttori.
- La falda in alto sulla schiena a foggia di una mantelletta che permette che l'acqua scivoli meglio in quel punto critico.
- La lunghezza non dovrebbe salire al di sopra del ginocchio; questo parametro è stato tradito ampiamente dagli stilisti del nuovo millennio, perciò si vedono trench non solo a tre quarti ma anche poco più lunghi di una giacca anche tra i produttori storici che hanno inventato questo impermeabile.

Un capo che ha le caratteristiche appena enunciate può quindi essere denominato trench, per i puristi, però l'originalità assoluta, vista la paternità di questo indumento,si ha a patto che sia anche "made in England", cioè prodotto in Inghilterra.
Tradizionalmente è realizzato in gabardina di cotone ma può essere anche cotone misto con fibre sintetiche e di cotone spalmato gomma; ne sono stati fatti anche in lana e in pelle ma quello di cotone o misto è sicuramente quello più fedele alla norma oltre, grazie a una maggior praticità, ad essere il più comune oggi. Originariamente color khaki, cammello, verde oliva, ha con gli anni ampliato la gamma ad altri colori, in varie sfumature, non più legati all'uso militare ma diventati ormai classici come i beige, i grigi, il ghiaccio, il blu e il nero.
È un impermeabile quindi protegge da vento e acqua, meno dal freddo, perciò originariamente e ancora oggi può comprendere la possibilità di abbottonare al suo interno un'imbottitura, di lana o altre fibre, per ottenere maggiore isolamento termico.